# Бам, Кэти
Кэ́тлин (Кэ́ти) Бам (до замужества — О’Доннелл) (англ. Kathleen (Katie) Bam (O'Donnell), 6 декабря 1988, Норристаун, Пенсильвания, США) — американская хоккеистка (хоккей на траве), нападающий. Участница летних Олимпийских игр 2012 и 2016 годов, двукратная чемпионка Панамериканских игр 2011 и 2015 годов.

## Биография
Кэти Бам родилась 6 декабря 1988 года в американском городе Норристаун.
Окончила среднюю школу Уиссахикон в Амблере и университет Мэриленда, с 2007 года играла в хоккей на траве за его команду «Мэриленд Террапинс». В её составе в 2008 и 2010 годах выиграла чемпионат Национальной ассоциации студенческого спорта. В 2010—2011 годах дважды была удостоена премии Honda Sports Award как лучший игрок в американском студенческом хоккее.
С 2003 года играла за сборные США среди девочек, девушек и юниорок, с 2005 года — за главную команду.
Дважды выигрывала золотые медали хоккейных турниров Панамериканских игр — в 2011 году в Гвадалахаре и в 2015 году в Торонто.
В 2012 году вошла в состав женской сборной США по хоккею на траве на летних Олимпийских играх в Лондоне, занявшей 12-е место. Играла на позиции нападающего, забила 1 мяч в ворота сборной Новой Зеландии.
В 2016 году вошла в состав женской сборной США по хоккею на траве на летних Олимпийских играх в Рио-де-Жанейро, занявшей 5-е место. Играла на позиции нападающего, провела 6 матчей, забила 5 мячей (три в ворота сборной Японии, два — Индии). Стала лучшим снайпером турнира вместе с Алекс Дэнсон из Великобритании и Мартье Паумен из Нидерландов.
В 2016 году завоевала бронзовую медаль Трофея чемпионов.
По окончании карьеры стала тренером. С 2016 года тренирует команду Гарвардского университета.

## Семья
Муж Мервин Бам (род. 1977) выступал за сборную ЮАР по хоккею на траве, в 2008 году участвовал в летних Олимпийских играх в Пекине.